# Семихатова, Ольга Александровна
О́льга Алекса́ндровна Семиха́това (25 июля 1921, Москва — 27 декабря 2017, Санкт-Петербург) — советский и российский ботаник, специалист по физиологии и энергетике дыхания растений, доктор биологических наук, главный научный сотрудник Ботанического института имени В. Л. Комарова. Заслуженный деятель науки Российской Федерации.

## Биография
Родилась 25 июля 1921 года в Москве. В 1939 году поступила в МГУ. В 1942—1943 годах семья была в эвакуации в Ташкенте, где она продолжила учиться в Среднеазиатском университете. В 1943 году под руководством Олега Вячеславовича Заленского проходила летнюю практику в Восточном Памире. Осенью 1943 вернулась в Москву и продолжила учёбу в МГУ. Дипломную работу, посвященную росту и развитию тунга, выполняла под руководством Дмитрия Анатольевича Сабинина. После окончания университета, в 1945 году поступила к нему в аспирантуру. С 1949 года в течение шести сезонов работала на Памирской станции Ботанического института им. Комарова. В 1952 году защитила кандидатскую диссертацию. В 1972 году защитила докторскую диссертацию на тему «Энергетический обмен при дыхании растений в неблагоприятных условиях». С 1983 по 1987 год заведовала лабораторией фотосинтеза БИН. Умерла 27 декабря 2017 года в Санкт-Петербурге.
Похоронена вместе с мужем на Большеохтинском кладбище Санкт-Петербурга.

### Семья
- Отец Александр Николаевич Семихатов (1882—1956) — доктор геолого-минералогических наук, ученый-гидрогеолог[3].
- Мать Софья Викторовна Семихатова[англ.] (1889—1973) — доктор геолого-минералогических наук, палеонтолог, исследователь брахиопод[5][6].
  - Брат Михаил Александрович Семихатов (1932—2018) — геолог, академик РАН[3].
  - Брат Николай Александрович Семихатов (1918—2002)— инженер-конструктор, академик РАН[3].
  - Муж Георгий Владимирович Аркадьев (1899—1991) — художник, изобретатель[3][7].

## Научная деятельность
Научные исследования Семихатовой связаны с изучением проблемы энергетики дыхания при разных температурах. Является одним из основоположников современной экологической физиологии растений.
В ходе изучения особенностей роста тунга на Кавказе она выявила, что низкая урожайность этого растения определяется подавлением его роста в условиях плантационного выращивания.
Изучая высокогорные растения в условиях Памира, оценила скорость возобновления кормовой базы лугов для выпаса скота и способность растительности к восстановлению после воздействия экстремальных факторов. Установила, что высокая температура не вызывает полного разобщения окисления и фосфорилирования, а вырабатываемая в процессе дыхания энергия тратится на процессы восстановления. Показала, что водоудерживающая способность клеток связана с количеством белка в них.
Одной из первых ей удалось получить изолированные митохондрии растений. С помощью методов специфических ингибиторов и меченых сахаров она доказала, что даже при повышении температуры до уровня, близкого к критическому, соотношение дыхательных путей (пентозофосфатного и гликолиз) не изменяется. Изучая дыхательную активность листьев, она выявила, что при одинаковой температуре у арктических травянистых растений интенсивность дыхания в два раза выше, чем у растений умеренной зоны.
Читала курсы лекций по физиологии и экологии дыхания растений в Санкт-Петербургском университете, в соавторстве с Т. В. Чирковой подготовила учебное пособие по физиологии дыхания растений. Под её руководством выполнены более 10 кандидатских и докторских диссертаций.

### Награды и звания
Заслуженный деятель науки Российской Федерации с 1997 года, почётный член Общества физиологов растений России с 2011 года, член Президиума Русского ботанического общества с 1973 года, почётный член общества с 1988 года.

## Публикации
Автор множества научных работ, в том числе нескольких монографий и одного учебного пособия
- Семихатова О. А., Чулановская М. В. Манометрические методы изучения дыхания и фотосинтеза растений. — Л.: Наука, 1965. — 168 с.
- Семихатова О. А. Методы оценки энергетической эффективности дыхания растений. — Л.: Наука, 1967. — 96 с.
- Семихатова О. А. Смена дыхательных систем : Критич. анализ методов исследования. — Л.: Наука, 1969. — 128 с.
- Семихатова О. А. Энергетика дыхания растений при повышенной температуре. — Л.: Наука, 1974. — 112 с.
- Вознесенский В. Л., Заленский О. В., Семихатова О. А. Методы исследования фотосинтеза и дыхания растений. — Л.: Наука, 1965. — 305 с.
- Семихатова О.А., Чиркова Т.В. Физиология дыхания растений, Учебное пособие. — СПб.: Изд-во СПбГУ, 2001. — 224 с. — ISBN 5-288-02186-4.
- Семихатова О. А. Как я стала ленинградкой. Воспоминания. — СПб.: Наука, 2015. — 218 с.

- Семихатова О.А. О причине большой интенсивности дыхания высокогорных растений Памир // Ботанический журнал. — 1962. — Т. 47, № 5. — С. 636—644.
- Семихатова О.А., Юдина О. С. О роли пентозофосфатного пути окисления глюкозы в дыхании листьев растений в условиях разной температуры // Физиология растений. — 1964. — Т. 11, № 2. — С. 257–261.
- Семихатова О.А. Энергетические аспекты интеграции физиологических процессов в растении // Физиология растений. — 1980. — Т. 27, № 5. — С. 1105—1117.